# Louis Breydel

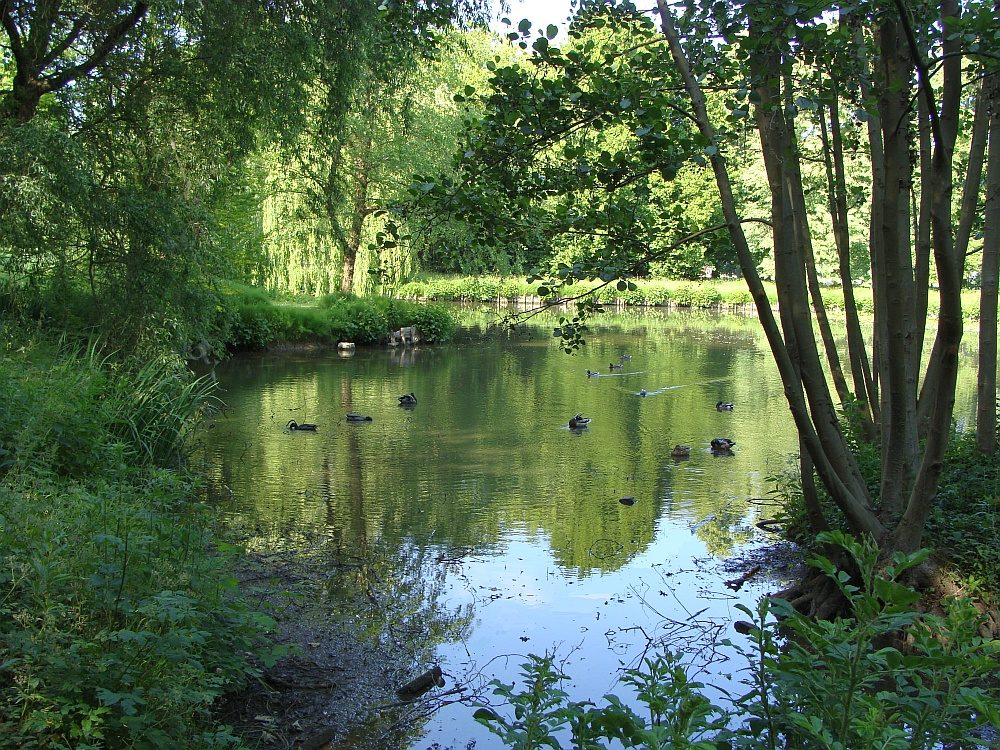
Stadspark van Aalst

Louis Julien Breydel (Koolkerke, 28 november 1868 - Elsene, 3 november 1941) was een Belgisch landschapsarchitect. Hij was lid van de vereniging Le Nouveau Jardin Pittoresque (1913-1939).

## Familie
Louis Julien Breydel behoorde tot de Brugse familie van vleeshouwers, veekwekers en grootgrondbezitters die zich de nakomelingen beschouwden van de held van 1302, Jan Breydel. De familie herdacht ook een andere familieheld, de dragonder Karel Breydel, die in 1790 sneuvelde in de legers van de kortstondige Verenigde Nederlandse Staten en ter wiens nagedachtenis het Werk der Patriotten werd opgericht.
Hij was een zoon van Louis-Jacques Breydel (1837-1886) en Hélène de Meyer (1836-1894). Zij was een dochter van dokter Isaac De Meyer (1788-1861) die notoriëteit had gekregen als legerarts bij de 'Grande Armée' tijdens grote veldslagen onder Napoleon I.
Louis-Julien trouwde in 1904 in Kortenberg met Mathilde Elbo (1878-1942). Ze hadden twee zoons en twee dochters, onder wie Paul Breydel (1908-1981), architect, die trouwde met Ghislaine de Mortier (1921-1974). Zij hadden drie zoons, die hun naam wijzigden in Breydel de Groeninghe.

## Werk
Enkele van de parken en tuinen ontworpen door Breydel:
- Kruidtuin (Brussel)
- Kasteel van Walzin
- Stadspark van Aalst (1915-16)
- Koningin Astridpark (Aalst)
- Esenkasteel, Diksmuide
- Siertuin te Sint-Lambrechts-Woluwe (Kapellelaan 35)
- Hertoginnedal
- Landhuis Borchstad te Asse (1935)